# عبد الله بن بديل
عبد الله بن بديل صحابي، اسمه عبد الله بن بديل بن ورقاء بن عمرو بن ربيعة بن عبد العزى بن ربيعة بن جزي بن عامر بن مازن الخزاعي، أبوه الصحابي بديل بن ورقاء، قيل أنه أسلم قبل فتح مكة، وقيل أسلم هو وأبوه يوم فتح مكة.

## سيرته
شهد عبد الله بن بديل يوم فتح مكة مع الرسول وشهد غزوة حنين وغزوة الطائف وغزوة تبوك، قال ابن الكلبي كان هو وأخوه عبد الرحمن رسولي رسول الله صلى الله عليه وسلم إلى اليمن، ثم بعد ذلك شهد معركة صفين مع علي بن أبي طالب وقتل بها، روى حصين عن يسار بن عوف قال لما قدم عبيد الله بن عمر الكوفة أتيته أنا وعبد الله بن بديل فقال له عبد الله بن بديل اتق الله يا عبيد الله لا تهرق دمك في هذه الفتنة قال وأنت فاتق الله، قال إنما أطلب بدم أخي قتل ظلما فقال وأنا أطلب بدم الخليفة المظلوم، قال فلقد رأيتهما قتيلين بصفين ما بينهما إلا عرض الصف .
وفي كتاب صفين لنصر بن مزاحم بسنده إلى زيد بن وهب الجهني إن عبد الله بن بديل قام بصفين فقال إن معاوية بن أبي سفيان نازع الأمر أهله وصال عليكم بالأحزاب والأعراب وأنتم والله على الحق فقاتلوا، ومن طريق الشعبي قال: كان على عبد الله بن بديل بصفين درعان ومعه سيفان فكان يضرب أهل الشام، وقال عبد الرزاق عن معمر عن الزهري ثارت الفتنة ودهاة الناس خمسة فمن قريش معاوية بن أبي سفيان وعمرو بن العاص ومن ثقيف المغيرة بن شعبة ومن الأنصار قيس بن سعد ومن المهاجرين عبد الله بن بديل بن ورقاء.